# Pelàgids
Els pelàgids (Pelagiidae) són una família d'escifozous de l'ordre Semaeostomeae, 

## Taxonomia
Els pelàgids comprenen els següents gèneres:
- Chrysaora Péron et Lesueur, 1809.
- Mawia Avian et al., 2016
- Pelagia Péron & Lesueur, 1809, que inclou l'espècie Pelagia noctiluca.
- Sanderia Goette, 1886.